# ستراهينيا بافلوفيتش
ستراهينيا بافلوفيتش (مواليد 24 مايو 2000) هو لاعب كرة قدم صربي يلعب كمدافع في نادي إيه سي ميلان.

## روابط خارجية
- ستراهينيا بافلوفيتش على موقع الاتحاد الدولي (مؤرشف)  (الإنجليزية)
- ستراهينيا بافلوفيتش على موقع الاتحاد الأوربي (الإنجليزية)
- ستراهينيا بافلوفيتش على موقع قاعدة بيانات كرة القدم.إي يو (الإنجليزية)
- ستراهينيا بافلوفيتش على موقع ليكيب (الفرنسية)
- ستراهينيا بافلوفيتش على موقع ناشيونال فوتبول تيمز (الإنجليزية)
- ستراهينيا بافلوفيتش على موقع Soccerbase.com (لاعب) (الإنجليزية)
- ستراهينيا بافلوفيتش على موقع Soccerway.com (الإنجليزية)
- ستراهينيا بافلوفيتش على موقع عالم كرة القدم.نت (الإنجليزية)